# Biecz (gmina)
Pour les articles homonymes, voir Biecz (homonymie).
Biecz est une gmina mixte du powiat de Gorlice, Petite-Pologne, dans le sud de Pologne. Son siège est la ville de Biecz, qui se situe environ 12 km au nord-est de Gorlice et 102 km à l'est de la capitale régionale Cracovie.
La gmina couvre une superficie de 99,28 km2 pour une population de 16 874 habitants.

## Géographie
Outre la ville de Biecz, la gmina inclut les villages de Babiniec, Binarowa, Bugaj, Bukowina, Czyżówka, Dolna Niwa, Dział, Firlitówka, Fiszty, Fortepian, Głęboka, Górna Niwa, Grudna Kępska, Janikówka, Kamieniec, Kąty, Kolonia Libusza, Korczyna, Lechowe Potoki, Libusza, Łukowice, Maśluchowice, Nagórze, Padoły, Pasternik, Piekło, Pisarzówka, Podskale, Pola, Półrole, Racławice, Równia, Równie, Rożnowice, Rzeki, Serwoniec, Sitnica, Stawiska, Strzeszyn, Szczegominy, Ukraina, Wielki Potok, Wilczak, Wygon, Wyręby, Zagórze, Zaropie et Zielona Ulica.
La gmina borde les gminy de Gorlice, Lipinki, Moszczenica, Rzepiennik Strzyżewski, Skołyszyn et Szerzyny.